# Nannizzia ossicola
Nannizzia ossicola är en svampart som först beskrevs av O. Rostr., och fick sitt nu gällande namn av Apinis 1964. Nannizzia ossicola ingår i släktet Nannizzia och familjen Arthrodermataceae.   Inga underarter finns listade i Catalogue of Life.